# 肖尔黑文市
肖尔黑文市（英語：City of Shoalhaven），简称肖尔黑文，又译作肖阿尔黑文（市）或邵黑文（市），是位于澳大利亚新南威尔士州东南部伊拉瓦拉沿海的地方行政區，面积为4,531平方公里，2019年人口104,911。它被山和海岸平原包围，有海滩100处，含村镇49个，政商核心乃瑙拉市。